# Leo Frade
El Obispo Leo Frade nació en La Habana, Cuba, el 10 de octubre de 1943, en el seno de una familia metodista. Ya de adolescente en una conferencia de jóvenes sintió un fuerte llamado para servir a Dios y por un tiempo fue misionero en las montañas de Sierra Maestra desde donde Castro dio inicio a su revolución.
En 1960 la Iglesia lo envía a la Universidad de Asbury asociada a la Iglesia Metodista en Kentucky. Su activa participación en el movimiento por las libertades civiles le costó la beca recibida al final de su penúltimo año y tuvo que trasladarse a Nueva York adonde se había mudado su familia.
Fue entonces cuando se produjo su encuentro con la Iglesia Episcopal en los Estados Unidos de América y según sus propias palabras se convirtió durante una misa de Domingo de Resurrección en la Catedral de San Juan el Divino en Nueva York.
El obispo se mudó a Miami el mismo año en que se creó la Diócesis del Sureste de la Florida en 1969 donde prosiguió su camino como laico dentro de la Iglesia Episcopal estadounidense. Para entonces trabajaba como gerente general de ventas para una aerolínea internacional de flete.
En Miami cursó estudios en la Universidad de Biscayne, actualmente la Universidad de Santo Tomas. Fue preparado para la confirmación por el ya fallecido obispo Leo Alard, presentado por el canónigo Max Salvador, confirmado por el obispo Ervine Swift. Con posterioridad su vocación se vio renovada y cursó estudios en la Facultad de Teología de la Universidad del Sur, Sewanee, Tennessee, donde hizo una maestría en Divinidad.
En 1977 fue ordenado diácono y más tarde sacerdote por el obispo James Duncan en Miami. Su primera parroquia fue la de la Santa Cruz en dicha ciudad. También prestó servicios en Nueva Orleans, Lousianna y Orlando, Florida.
Fue consagrado obispo de Honduras el 25 de enero de 1984 y por casi 17 años contribuyó al crecimiento de la diócesis convirtiéndola en la diócesis de más rápido crecimiento dentro de la Iglesia Episcopal en su momento. Estuvo profundamente involucrado en asuntos de justicia social y profezó un fuerte compromiso con la evangelización.
Frade fue elegido obispo de la Diócesis del Sureste de la Florida el 6 de mayo de 2000 y fue entronizado el 16 de septiembre de 2000.
Su compromiso con la evangelización y las misiones se ha convertido en un reto para todos en su diócesis que se ha fijado como meta duplicar el número de miembros para la próxima década. Se le reconoce como un dotado predicador y como pastor afectuoso de su rebaño.
El obispo está casado con Diana Dillenberger, fundadora y directora de Las Pequeñas Rosas, un refugio para niñas huérfanas, abandonadas y abusadas en San Pedro Sula, Honduras. Y la escuela Holy Family Bilingual School.

## Leo Frade y la controversia de la ordenación de Gene Robinson
El obispo Leo Frade votó a favor de la ordenación del primer obispo homosexual no célibe, pero no sin previos discernimientos espirituales, profunda oración y gran ayuno que le provocaron la pérdida de 10 libras (cinco kg).
Sin embargo, el obispo no desea recibir la etiqueta de “liberal”. Se considera más bien de “vía media” y asegura que en su diócesis no se efectuarán matrimonios de personas del mismo sexo. Al menos no por el momento.
Leo Frade fue el único de los dirigentes de las cinco diócesis episcopales de la Florida que votó a favor de Gene Robinson.